# Patinação artística nos Jogos Asiáticos de Inverno de 2017 - Individual masculino
A competição individual masculino da patinação artística na Jogos Asiáticos de Inverno de 2017 foi realizada no Makomanai Ice Arena em Sapporo, Japão. O programa curto foi disputado no dia 24 de fevereiro e a patinação livre no dia 26 de fevereiro.

## Medalhistas
| Ouro   | JPN Shoma Uno  |
| Prata  | CHN Jin Boyang |
| Bronze | CHN Yan Han    |

## Resultados
| Pos.              | Nome                       | Nacionalidade | Pontos | PC         | PL          |
| ----------------- | -------------------------- | ------------- | ------ | ---------- | ----------- |
| Medalha de ouro   | Shoma Uno                  | Japão         | 281.27 | 92.43 (2)  | 188.84 (1)  |
| Medalha de prata  | Jin Boyang                 | China         | 280.08 | 92.86 (1)  | 187.22 (2)  |
| Medalha de bronze | Yan Han                    | China         | 271.86 | 91.56 (3)  | 180.30 (3)  |
| 4                 | Takahito Mura              | Japão         | 263.31 | 90.32 (4)  | 172.99 (4)  |
| 5                 | Brendan Kerry              | Austrália     | 237.37 | 82.74 (5)  | 154.63 (6)  |
| 6                 | Misha Ge                   | Uzbequistão   | 233.93 | 76.18 (8)  | 157.75 (5)  |
| 7                 | Kim Jin-Seo                | Coreia do Sul | 228.67 | 76.99 (6)  | 151.68 (7)  |
| 8                 | Julian Yee                 | Malásia       | 222.69 | 72.75 (10) | 149.94 (8)  |
| 9                 | Michael Christian Martinez | Filipinas     | 211.96 | 76.53 (7)  | 135.43 (9)  |
| 10                | Denis Ten                  | Cazaquistão   | 198.88 | 72.98 (9)  | 125.90 (13) |
| 11                | Tsao Chih-I                | Taipé Chinesa | 190.19 | 63.68 (11) | 126.51 (12) |
| 12                | Abzal Rakimgaliev          | Cazaquistão   | 189.59 | 54.80 (14) | 134.76 (10) |
| 13                | Lee June-Hyoung            | Coreia do Sul | 184.43 | 57.67 (13) | 126.76 (11) |
| 14                | Xiang Chew-Kai             | Malásia       | 168.42 | 58.86 (12) | 109.56 (14) |
| 15                | Harry Lee                  | Hong Kong     | 149.73 | 48.65 (15) | 101.08 (15) |
| 16                | Lee Meng-Ju                | Taipé Chinesa | 138.41 | 44.49 (16) | 93.92 (16)  |
| 17                | Jules Alpe                 | Filipinas     | 128.41 | 42.38 (17) | 86.03 (17)  |
| 18                | Leung Kwun-Hung            | Hong Kong     | 119.77 | 37.16 (18) | 82.61 (18)  |
| 19                | William Sutrisna           | Indonésia     | 95.65  | 34.85 (19) | 60.80 (20)  |
| 20                | Dwiki Eka Ramadhan         | Indonésia     | 88.72  | 24.07 (20) | 64.65 (19)  |
| 21                | Nikhil Pingle              | Índia         | 59.04  | 17.30 (21) | 41.74 (21)  |

Legenda
| Recorde mundial      | Recorde mundial (World record)               |                       | Recorde africano                      | Recorde africano (African) |                                           | Q | Classificado por posição (Qualified) |
| Recorde olímpico     | Recorde olímpico (Olympic record)            | Recorde da América    | Recorde da América (Americas)         | q                          | Classificado por melhor tempo (Qualified) |   |                                      |
| Melhor marca do ano  | Melhor marca do ano (World leading)          | Recorde asiático      | Recorde asiático (Asian)              | DNS                        | Não largou (Did not start)                |   |                                      |
| Recorde nacional     | Recorde nacional (National record)           | Recorde europeu       | Recorde europeu (European)            | DNF                        | Não terminou (Did not finish)             |   |                                      |
| Recorde pessoal      | Recorde pessoal do atleta (Personal best)    | Recorde da Oceania    | Recorde da Oceania (Oceania)          | DSQ / DQ                   | Desclassificado (Disqualified)            |   |                                      |
| Recorde da temporada | Recorde da temporada do atleta (Season best) | Recorde sul-americano | Recorde sul-americano (South America) | NM                         | Sem marca (No mark)                       |   |                                      |